# Аршица (Бістріца-Несеуд)
Аршица (рум. Arșița) — село у повіті Бистриця-Несеуд в Румунії. Входить до складу комуни Мегура-Ілвей.
Село розташоване на відстані 339 км на північ від Бухареста, 35 км на північний схід від Бистриці, 113 км на північний схід від Клуж-Напоки.

## Населення
За даними перепису населення 2002 року у селі проживали 442 особи, усі — румуни. Усі жителі села рідною мовою назвали румунську.